# Cicârlău
Cicârlău is een Roemeense gemeente in het district Maramureș.
Cicârlău telt 4025 inwoners.